# 조수아 (성악가)
조수아(1989년 3월 19일~)는 대한민국의 리릭 소프라노 성악가이다.

## 학력
- 서울당서초등학교 (졸업)
- 예원학교 성악과 (졸업)
- 미국 뉴욕 줄리어드 스쿨 예비학교 성악과 (졸업)
- 미국 뉴욕 줄리어드 스쿨 성악과 학사 및 석사 (졸업)[2]

## 생애
소프라노 조수아는 이미 4세가 된 시절부터 KBS인기프로그램 <하나둘셋>에 출연하며 '음악신동'으로 인정받았고, 서울당서초등학교 3~4학년 재학시절에는 고학년들을 제치고 <KBS국악동요제>에서 대상을 수상하였다. 또한 <서울시동요부르기대회>, <전국학생음악경연대회>에서도 연이어 대상과 최우수상을 거머쥐었다. 이외에도 5차교육과정 음악교과서 녹음과 2000년 <MBC창작동요제> 특별공연 코너의 뮤지컬의 주인공으로 출연하는 등 초등학교 졸업 전까지 자신의 타고난 음악적 재능을 전국적으로 알렸다.
이후 예원학교 성악과 졸업, 서울예술고등학교 성악과 1학년 재학 중 <제3회 서울필하모닉오케스트라 콩쿠르>, <제18회 한국성악콩쿠르>에서 모두 1위 입상함과 함께 수상 직후 도미하여 미국 뉴욕의 줄리어드 스쿨 예비학교 성악과 및 학사와 석사과정 모두를 졸업하며 '줄리어드의 보석'이라는 애칭을 하사받은 것으로 언론보도를 통해 알려지기도 했다.
줄리어드 스쿨에서의 체계적인 성악교육을 받은 조수아는 졸업과 동시에 지난 2014년 본격적인 직업 성악가로서 첫 발을 내딛게 되는데 그것이 바로 뉴욕 메트로폴리탄 오페라단과 더불어 미국의 4대 메이저 오페라단으로 손꼽히는 '휴스턴 그랜드 오페라단'의 '영 아티스트 프로그램'에 동양인 여성 최초의 프리마돈나로의 발탁이었다. 그리하여 그녀는 오페라 <마술피리>의 파미나와 파파게나, <라 보엠>의 무제타, <사울>의 메랍, <로미오와 줄리엣>의 줄리엣, <카르멘>의 미카엘라, <피가로의 결혼>의 수잔나, <가르멜회 수녀들의 대화>의 블랑쉬, <가짜 여정원사>의 산드리나 등의 정통 오페라들의 주역으로 활약하였고, 이와 함께 <마츠카제>의 마츠카제, <아름다움과 슬픔>의 오토코 등과 같은 초연 오페라들의 주역으로도 왕성한 활동을 이어나갔다. 
이렇듯 '휴스턴 그랜드 오페라단'을 비롯한 미국의 주요 오페라 무대들로 활동범위를 넓혀나가며 미국의 언론사 중 한곳인 '휴스턴 프레스(Houston Press)'지로부터 '100 Creatives(창의적인 100인)'에 선정되기도 했다. 더불어 '휴스턴 그랜드 오페라단'의 '영 아티스트 프로그램'을 마치고 '샌프란시스코 오페라단'에 연이어 발탁되어 세계초연 창작 오페라인 <홍루몽>에 여주인공 '대옥'으로 출연하였다. 
한편, 뉴욕 링컨센터의 '링컨센터 페스티벌' 공연, 카네기홀 공연, 미국항공우주국 '나사(NASA)' 특별공연, '아스펜 뮤직 페스티벌', 이탈리아의 '스폴레토 페스티벌', 홍콩 '아트 페스티벌' 등과 같은 세계 주요 공연장들과 뮤직 페스티벌들에 초청되어 샌프란시스코 심포니 오케스트라, 사라소타 오케스트라, 볼티모어 심포니 오케스트라, 보스턴 유스 오케스트라 등과 협연 및 공연을 갖기도 했다.
2021년 조수아는 팝페라테너 임형주에게 발탁되어 같은 해 5월 15일 스승의 날 저녁 8시 서울 예술의전당 IBK챔버홀에서 지휘자 이태영과 코리안 내셔널 필하모닉 앙상블의 반주로 자신의 첫 국내 데뷔 독창회를 가졌으며, 이날 공연은 같은 해 7월 1일 별도 편집없이 공연전체가 'KBS중계석'을 통해 전국에 녹화중계 되기도 했다. 또한 그녀는 같은 해 6월 27일 일본계 미국음반사인 '소니 뮤직'의 클래식 레이블 '소니 클래시컬'을 통해 데뷔음반 'La Prima Donna(라 프리마돈나)'를 대한민국은 물론 전세계 200여개국 음원동시발매라는 기록을 세웠다. 이 음반에서 그녀는 80여년 역사와 전통의 '체코 심포니 오케스트라'의 반주 및 임형주의 음악감독(레코딩 프로듀서&보컬 디렉터) 데뷔작의 '히로인'이자 '뮤즈'가 되었다. 
비교적 최근인 2022년 3월에는 독일의 3대 오페라 극장으로 불리는 '베를린 도이체 오퍼'에서 3월과 4월 연이어 상연된 로시니의 오페라 '렝스로의 여행' 여주인공 중 한 명인 '코르테제 부인' 역할로 유럽 오페라 무대 데뷔를 갖기도 했다.,

## 수상 내역
- 2005 제3회 서울필하모닉오케스트라 콩쿠르 성악부문 1등
- 2005 제18회 한국성악콩쿠르 성악부문 1등
- 2017 미국 설리번국제콩쿠르 성악부문 우승[12]

## 음반
- 2021년 - 《La Prima Donna》[13]